# Diana Bouli
Pour les articles homonymes, voir Bouli.
Diana Hyllarie Bouli Essounga, plus connue sous le nom de Diana Bouli, née le 16 novembre 1997, à Yaoundé, est une actrice, modèle photo et tiktokeuse camerounaise. Elle est la tiktokeuse camerounaise la plus suivie, avec plus 3,6 millions de followers et plus de 65 millions de likes en décembre 2023.

## Biographie
Diana Bouli est apparue pour la première fois dans le showbiz camerounais en 2019 et s'est lentement fait connaître grâce à la particularité de ses vidéos TikTok. Elle se spécialise dans les reprises parodiques de vieux succès musicaux africains, en particulier ceux des années 80,. Dans ses vidéos, elle reprend les clips des musiciens légendaires comme Monique Séka, Aicha Koné, Pepe Kalle, Ndedi Eyango, Grâce Decca, Eboa Lotin et bien d'autres.
Son contenu vintage et son imitation créative de ces stars de la musique des années 1980 lui valent de nombreuses louanges en raison du sentiment de nostalgie qu'elle a procuré aux spectateurs, qui se sont souvenus des jours anciens,. Sa créativité a été applaudie par plusieurs célébrités dont Brenda Biya, fille du président du Cameroun. 
Diana attribue à sa grand-mère la source de son inspiration et la raison pour laquelle elle peut facilement canaliser l'énergie des années 80 dans ses vidéos TikTok.

## Controverse
Elle a également été critiquée, en particulier par les camerounais, pour ses tenues trop sexy et ses photos presque nues,,,. Ces critiques l'ont poussée à quitter les médias sociaux,,, pour sa santé mentale pendant un certain temps avant qu'elle ne décide de partir pour la Côte d'Ivoire où elle dit se sentir mieux accueillie,,.

## Carrières
Diana fait ces pas dans le monde de la cinématographie où est décroche un rôle d’actrice dans la série ivoirienne un homme à marier de la productrice Konie Touré. Toujours en Côte d’Ivoire elle décroche un rôle dans une autre série ivoirienne diffusée à canalplus pop. La saison 2 de la série le futur est à nous elle décroche le rôle donc elle a le personnage de oleana guetta fille de Tatiana Matip.